# Hångers församling
Hångers församling var en församling i Växjö stift och Värnamo kommun, Sverige. Församlingen uppgick 2012 i Forshedabygdens församling.
Församlingskyrka var Hångers kyrka.

## Administrativ historik
Församlingen har medeltida ursprung.
Församlingen utgjorde under medeltiden ett eget pastorat, för att därefter, senast från 1524, fram till 1962 vara annexförsamling i pastoratet Kärda och Hånger. Från 1962 till 2012 var församlingen annexförsamling i pastoratet Forsheda, Torskinge, Kärda, Hånger och Dannäs, där fram till 1974 även Tannåkers församling ingick. Församlingen uppgick 2012 i Forshedabygdens församling.